# FIDE Grand Prix 2008-2010
Il FIDE Grand Prix 2008-2010 è stato un circuito di tornei scacchistici organizzati dalla FIDE, validi per le qualificazioni al campionato del mondo di scacchi 2012. Lewon Aronyan, che ha vinto il Grand Prix con un torneo di anticipo, e Teymur Rəcəbov, che è arrivato secondo, si sono qualificati per un torneo dei candidati a otto giocatori, che ha poi determinato lo sfidante dell'allora campione del mondo in carica Viswanathan Anand.
Il Grand Prix ha sofferto di una serie di problemi organizzativi: tre delle sei città destinate ad ospitare uno dei tornei si sono ritirate dopo l'inizio della serie, costringendo la FIDE a rimpiazzarle e a modificare il calendario (l'ultimo torneo, previsto per il 2009, si è svolto a maggio 2010); questo ha provocato anche l'esclusione di alcuni giocatori che si erano qualificati come invitati delle città poi ritiratesi, mentre altri giocatori, tra cui Magnus Carlsen, si sono ritirati a causa del cambiamento del regolamento relativo al campionato del mondo, anch'esso avvenuto nel corso del Grand Prix.

## Scopo
Originariamente era previsto che il vincitore del Grand Prix giocasse un match nel 2010 contro il vincitore della coppa del Mondo di scacchi 2009: chi avrebbe avuto la meglio in tale match sarebbe stato lo sfidante del mondiale di scacchi del 2011; in seguito è stato deciso che invece i primi due classificati si sarebbero qualificati ad un torneo a otto giocatori insieme a due giocatori provenienti dalla coppa del Mondo 2009 e i due sconfitti nel mondiale 2010 (allora programmato per il 2009); tale cambiamento ha provocato diverse lamentele da parte di alcuni giocatori, tra cui Aleksej Širov e Magnus Carlsen, provocando l'abbandono della competizione da parte di quest'ultimo dopo due tornei. L'11 dicembre, tre giorni prima dell'inizio del terzo torneo, anche Michael Adams ha annunciato il suo abbandono.

## Formato
Il Grand Prix ha coinvolto 21 giocatori in sei tornei, disputati tra il 2008 e il 2010. Ogni torneo si è svolto con la formula del girone all'italiana tra 14 giocatori; ogni scacchista partecipa a quattro di questi tornei.
Alla fine di ogni torneo, i giocatori che vi avevano partecipato ricevevano dei punti: 180 il vincitore, 150 il secondo classificato, 130 il terzo, 110 il quarto, 100 il quinto eccetera, diminuendo di 10 punti ogni posizione. In caso di parità, i punti venivano divisi in parti eguali. La classifica finale veniva determinata dai tre migliori risultati ottenuti da ciascun giocatore.
In caso di parità, gli spareggi applicati erano, in ordine:
1. il risultato del quarto torneo;
2. il numero totale di punti ottenuti nei quattro tornei;
3. il numero di primi posti;
4. il numero di secondi posti;
5. il numero di partite vinte;
6. sorteggio.

### Date e luoghi
I sei tornei si sono svolti in sei località differenti: in origine erano previsti:
- Baku, Azerbaigian, 20 aprile-6 maggio 2008;
- Soči, Russia, 30 luglio-15 agosto 2008;
- Doha, Qatar, 13-29 dicembre 2008;
- Montreux, Svizzera, 14-28 aprile 2009;
- Ėlista, Russia, 1-17 agosto 2009;
- Karlovy Vary, Repubblica Ceca, 7-23 dicembre 2009.

Nel novembre 2008, la federazione qatariota ha però ritirato la disponibilità ad organizzare il torneo, mentre il torneo di Montreux è stato annullato per insufficiente finanziamento e al suo posto si è candidata Nal'čik, in Russia. Al posto del torneo di Doha è stato deciso di anticipare quello di Ėlista, mentre la federazione armena si è offerta di organizzare il quinto torneo, programmandolo prima a Erevan, e poi a Jermuk. Questo ha provocato anche l'esclusione dal ciclo di tornei di Mohamad Al-Modiahki e Yannick Pelletier, invitati rispettivamente dagli organizzatori di Doha e da quelli di Montreux. Il calendario finale è stato quindi:
- Baku, Azerbaigian, 20 aprile-6 maggio 2008;
- Soči, Russia, 30 luglio-15 agosto 2008;
- Ėlista, Russia, 13-29 dicembre 2008;
- Nal'čik, Russia, 14-30 aprile 2009;
- Jermuk, Armenia, 9-24 agosto 2009;
- Astrachan', Russia, 9-25 maggio 2010.

### Condizioni di gioco
Il tempo concesso a ogni giocatore era di due ore per le prime 40 mosse, un'ora per le successive 20 e 15 minuti per finire, più 30 secondi a mossa dalla sessantunesima.
Speciali regole erano previste per le patte: essendo proibito per i giocatori parlarsi l'un l'altro durante la partita, non era possibile che questi concordassero la patta. Di conseguenza, questa poteva essere dichiarata solo dall'arbitro, solamente in caso di:
- stallo;
- tripla ripetizione di mosse;
- regola delle cinquanta mosse;
- scacco perpetuo;
- patta teorica (in cui è impossibile per un giocatore dare matto all'altro).

### Qualificazioni
Le qualificazioni prevedevano che partecipassero:
- i quattro giocatori ancora in lizza per i campionati del mondo del 2008 e 2009;
- i tre giocatori (oltre a Kamskij, incluso nel punto precedente) che avevano raggiunto le semifinali nella Coppa del Mondo di scacchi 2007;
- i primi sette giocatori come media del punteggio Elo calcolata tra gennaio e ottobre 2007. La FIDE rilasciò un foglio elettronico con la tabella dei primi 25 giocatori in questa classifica;[15]
- un giocatore, tra i primi 40 del mondo, nominato dal presidente della FIDE; questi avrebbe invitato ulteriori giocatori in caso di rinunce;
- un giocatore scelto dal comitato organizzatore di ogni torneo, purché con un rating Elo superiore a 2500.

### Partecipanti
Inizialmente erano previsti i seguenti partecipanti:
- Gata Kamskij, come ancora in corsa per il campionato mondiale 2009;
- Magnus Carlsen[6] e Sergej Karjakin dalla Coppa del mondo 2007;
- 8 giocatori per rating: Şəhriyar Məmmədyarov, Péter Lékó, Vasyl' Ivančuk, Lewon Aronyan, Boris Gelfand, Teymur Rəcəbov, Michael Adams[6], Aleksandr Griščuk (questi ultimi due come riserve);
- 4 nominati dal presidente della FIDE: Pëtr Svidler, Ivan Čeparinov, Étienne Bacrot, Wang Yue;
- 6 nominati dalle città: Mohamad Al-Modiahki (Doha),[17] Vüqar Həşimov (Baku), Ėrnesto Inarkiev (Ėlista), Dmitrij Jakovenko (Soči), David Navara (Karlovy Vary), Yannick Pelletier (Montreux).[18]

Dei giocatori originariamente qualificati, Viswanathan Anand, Vladimir Borisovič Kramnik e Veselin Topalov (invitati come contendenti per il campionato del mondo) non hanno partecipato, così come Aleksej Širov, Aleksandr Morozevič e Judit Polgár. L'unico di loro a spiegare pubblicamente la non partecipazione è stato Morozevič, che ha annunciato di boicottare il Grand Prix in quanto il processo era troppo lungo, ingombrante e disorganizzato. Sostenne che anche Anand, Kramnik e Topalov stavano boicottando il Grand Prix, mentre The Week in Chess scrisse che Kramnik e Topalov avevano rinunciato a causa dell'insufficiente montepremi.
Mohamad Al-Modiahki e Yannick Pelletier si ritirarono in seguito al ritiro di Doha e Montreux ad ospitare la manifestazione, mentre David Navara è stato rimosso in seguito al ritiro di Karlovy Vary. Vladimir Hakobyan è stato scelto in seguito dagli organizzatori del torneo di Jermuk.

## Risultati
Di seguito è riportata la classifica finale del Grand Prix; tra parentesi è indicato il risultato non influente ai fini della classifica..
In verde chiaro sono segnalati i giocatori che si sono qualificati per il Torneo dei Candidati con altri mezzi (Kamskij avendo partecipato al mondiale 2010, Carlsen per il rating, Gelfand vincendo la Coppa del Mondo 2009.
| Giocatore            | Nazione     | Baku             | Soči             | Ėlista           | Nal'čik          | Jermuk           | Astrachan'  | Totale      |
| -------------------- | ----------- | ---------------- | ---------------- | ---------------- | ---------------- | ---------------- | ----------- | ----------- |
| Lewon Aronyan        | Armenia     | —                | 180              | —                | 180              | 140              | -           | 500         |
| Teymur Rəcəbov       | Azerbaigian | (60)             | 150              | 153,5            | —                | —                | 116         | 419,5       |
| Aleksandr Griščuk    | Russia      | 105              | (45)             | 153,5            | 105              | —                | -           | 363,5       |
| Dmitrij Jakovenko    | Russia      | —                | 90               | 153,5            | —                | (35)             | 116         | 359,5       |
| Wang Yue             | Cina        | 153,5            | 120              | 80               | —                | —                | (70)        | 353,5       |
| Vüqar Həşimov        | Azerbaigian | 153,5            | (65)             | 110              | —                | —                | 70          | 333,5       |
| Péter Lékó           | Ungheria    | —                | —                | 80               | 140              | 100              | (70)        | 320         |
| Şəhriyar Məmmədyarov | Azerbaigian | 105              | —                | 80               | (55)             | —                | 116         | 301         |
| Evgenij Alekseev     | Russia      | non partecipante | non partecipante | (35)             | 85               | 100              | 116         | 301         |
| Pavlo El'janov       | Ucraina     | non partecipante | non partecipante | 35               | (20)             | 70               | 180         | 285         |
| Vasyl' Ivančuk       | Ucraina     | —                | 65               | —                | 20               | 180              | (20)        | 265         |
| Boris Gelfand        | Israele     | —                | 30               | —                | 85               | 140              | (45)        | 255         |
| Étienne Bacrot       | Francia     | (15)             | —                | 80               | 105              | 55               | -           | 240         |
| Gata Kamskij         | Stati Uniti | 60               | 120              | —                | 55               | (55)             |             | 235         |
| Sergej Karjakin      | Ucraina     | 60               | 90               | —                | (55)             | 80               | -           | 230         |
| Pëtr Svidler         | Russia      | 85               | 90               | —                | 55               | —                | (45)        | 230         |
| Rustam Qosimjonov    | Uzbekistan  | non partecipante | non partecipante | 80               | 20               | 100              | -           | 200         |
| Vladimir Hakobyan    | Armenia     | non partecipante | non partecipante | (15)             | 140              | 35               | 20          | 195         |
| Ivan Čeparinov       | Bulgaria    | 35               | 45               | 50               | —                | (10)             | -           | 130         |
| Ruslan Ponomarëv     | Ucraina     | non partecipante | non partecipante | non partecipante | non partecipante | non partecipante | 116         | 130         |
| Ėrnesto Inarkiev     | Russia      | (15)             | —                | 15               | —                | 20               | 20          | 55          |
| Michael Adams        | Inghilterra | 85               | —                | abbandonato      | abbandonato      | abbandonato      | abbandonato | abbandonato |
| Mohamad Al-Modiahki  | Qatar       | —                | 15               | rimosso          | rimosso          | rimosso          | rimosso     | rimosso     |
| Magnus Carlsen       | Norvegia    | 153,5            | —                | abbandonato      | abbandonato      | abbandonato      | abbandonato | abbandonato |
| David Navara         | Rep. Ceca   | 35               | 15               | —                | —                | rimosso          | rimosso     | rimosso     |
| Yannick Pelletier    | Svizzera    | —                | —                | rimosso          | rimosso          | rimosso          | rimosso     | rimosso     |

### Baku
Il primo torneo si è svolto a Baku dal 20 aprile al 5 maggio 2008. È stato di categoria XIX (media Elo 2717).
| Pos.  | Giocatore            | Elo  | 1 | 2 | 3 | 4 | 5 | 6 | 7 | 8 | 9 | 10 | 11 | 12 | 13 | 14 | Tot. | Punti |
| ----- | -------------------- | ---- | - | - | - | - | - | - | - | - | - | -- | -- | -- | -- | -- | ---- | ----- |
| 1-3   | Vüqar Həşimov        | 2679 | - | ½ | ½ | ½ | 1 | ½ | 1 | ½ | 1 | ½  | ½  | ½  | ½  | ½  | 8    | 153,5 |
| 1-3   | Wang Yue             | 2689 | ½ | - | ½ | ½ | ½ | ½ | 1 | ½ | ½ | 1  | 1  | ½  | ½  | ½  | 8    | 153,5 |
| 1-3   | Magnus Carlsen       | 2765 | ½ | ½ | - | 0 | ½ | 1 | ½ | 1 | ½ | ½  | ½  | ½  | 1  | 1  | 8    | 153,5 |
| 4-5   | Şəhriyar Məmmədyarov | 2752 | ½ | ½ | 1 | - | ½ | ½ | ½ | ½ | ½ | 1  | 0  | 1  | 1  | 0  | 7,5  | 105   |
| 4-5   | Aleksandr Griščuk    | 2716 | 0 | ½ | ½ | ½ | - | ½ | ½ | ½ | ½ | ½  | 1  | 1  | ½  | 1  | 7,5  | 105   |
| 6-7   | Michael Adams        | 2729 | ½ | ½ | 0 | ½ | ½ | - | 1 | ½ | 0 | 0  | 1  | 1  | ½  | ½  | 6,5  | 85    |
| 6-7   | Pëtr Svidler         | 2746 | 0 | 0 | ½ | ½ | ½ | 0 | - | ½ | 1 | 1  | ½  | ½  | ½  | 1  | 6,5  | 85    |
| 8-10  | Teymur Rəcəbov       | 2751 | ½ | ½ | 0 | ½ | ½ | ½ | ½ | - | 1 | ½  | 0  | 0  | 1  | ½  | 6    | 60    |
| 8-10  | Gata Kamskij         | 2726 | 0 | ½ | ½ | ½ | ½ | 1 | 0 | 0 | - | ½  | ½  | ½  | ½  | 1  | 6    | 60    |
| 8-10  | Sergej Karjakin      | 2732 | ½ | 0 | ½ | 0 | ½ | 1 | 0 | ½ | ½ | -  | ½  | ½  | ½  | 1  | 6    | 60    |
| 11-12 | Ivan Čeparinov       | 2696 | ½ | 0 | ½ | 1 | 0 | 0 | ½ | 1 | ½ | ½  | -  | 0  | 0  | 1  | 5,5  | 35    |
| 11-12 | David Navara         | 2672 | ½ | ½ | ½ | 0 | 0 | 0 | ½ | 1 | ½ | ½  | 1  | -  | ½  | 0  | 5,5  | 35    |
| 13-14 | Étienne Bacrot       | 2705 | ½ | ½ | 0 | 0 | ½ | ½ | ½ | 0 | ½ | ½  | 1  | ½  | -  | 0  | 5    | 15    |
| 13-14 | Ėrnesto Inarkiev     | 2684 | ½ | ½ | 0 | 1 | 0 | ½ | 0 | ½ | 0 | 0  | 0  | 1  | 1  | -  | 5    | 15    |

### Soči
Il secondo torneo si è svolto a Soči tra il 31 luglio e il 4 agosto 2008.  È stato di categoria XIX (media Elo 2708).
| Pos.  | Giocatore           | Elo  | 1 | 2 | 3 | 4 | 5 | 6 | 7 | 8 | 9 | 10 | 11 | 12 | 13 | 14 | Tot. | Punti |
| ----- | ------------------- | ---- | - | - | - | - | - | - | - | - | - | -- | -- | -- | -- | -- | ---- | ----- |
| 1     | Lewon Aronyan       | 2737 | - | ½ | ½ | ½ | ½ | ½ | ½ | 0 | ½ | 1  | 1  | 1  | 1  | 1  | 8,5  | 180   |
| 2     | Teymur Rəcəbov      | 2744 | ½ | - | 0 | ½ | 0 | ½ | 1 | ½ | ½ | ½  | 1  | 1  | 1  | 1  | 8    | 150   |
| 3-4   | Wang Yue            | 2704 | ½ | 1 | - | ½ | ½ | ½ | ½ | ½ | ½ | ½  | ½  | 1  | ½  | ½  | 7,5  | 120   |
| 3-4   | Gata Kamskij        | 2723 | ½ | ½ | ½ | - | ½ | ½ | ½ | 1 | ½ | ½  | 0  | ½  | 1  | 1  | 7,5  | 120   |
| 5-7   | Pëtr Svidler        | 2738 | ½ | 1 | ½ | ½ | - | 1 | 0 | 0 | 1 | ½  | 0  | ½  | ½  | 1  | 7    | 90    |
| 5-7   | Dmitrij Jakovenko   | 2709 | ½ | ½ | ½ | ½ | 0 | - | ½ | ½ | 1 | ½  | 1  | ½  | ½  | ½  | 7    | 90    |
| 5-7   | Sergej Karjakin     | 2727 | ½ | 0 | ½ | ½ | 1 | ½ | - | ½ | ½ | 0  | 1  | ½  | ½  | 1  | 7    | 90    |
| 8-9   | Vasyl' Ivančuk      | 2781 | 1 | ½ | ½ | 0 | 1 | ½ | ½ | - | ½ | ½  | ½  | 0  | ½  | ½  | 6,5  | 65    |
| 8-9   | Vüqar Həşimov       | 2717 | ½ | ½ | ½ | ½ | 0 | 0 | ½ | ½ | - | ½  | ½  | ½  | 1  | 1  | 6,5  | 65    |
| 10-11 | Aleksandr Griščuk   | 2728 | 0 | ½ | ½ | ½ | ½ | ½ | 1 | ½ | ½ | -  | 0  | ½  | ½  | ½  | 6    | 45    |
| 10-11 | Ivan Čeparinov      | 2687 | 0 | 0 | ½ | 1 | 1 | 0 | 0 | ½ | ½ | 1  | -  | ½  | ½  | ½  | 6    | 45    |
| 12    | Boris Gelfand       | 2720 | 0 | 0 | 0 | ½ | ½ | ½ | ½ | 1 | ½ | ½  | ½  | -  | ½  | ½  | 5,5  | 30    |
| 13-14 | David Navara        | 2646 | 0 | 0 | ½ | 0 | ½ | ½ | ½ | ½ | 0 | ½  | ½  | ½  | -  | 0  | 4    | 15    |
| 13-14 | Mohamad Al-Modiahki | 2556 | 0 | 0 | ½ | 0 | 0 | ½ | 0 | ½ | 0 | ½  | ½  | ½  | 1  | -  | 4    | 15    |

### Ėlista
Il terzo torneo si è svolto a Ėlista tra il 14 e il 28 dicembre 2008.. È stato un torneo di categoria XIX (media Elo 2713).
| Pos.  | Giocatore            | Elo  | 1 | 2 | 3 | 4 | 5 | 6 | 7 | 8 | 9 | 10 | 11 | 12 | 13 | 14 | Tot. | Punti |
| ----- | -------------------- | ---- | - | - | - | - | - | - | - | - | - | -- | -- | -- | -- | -- | ---- | ----- |
| 1-3   | Teymur Rəcəbov       | 2751 | - | ½ | ½ | ½ | ½ | 1 | ½ | ½ | 1 | ½  | 1  | 1  | ½  | 0  | 8    | 153,5 |
| 1-3   | Dmitrij Jakovenko    | 2737 | ½ | - | ½ | ½ | ½ | ½ | ½ | 1 | 1 | ½  | ½  | ½  | ½  | 1  | 8    | 153,5 |
| 1-3   | Aleksandr Griščuk    | 2719 | ½ | ½ | - | 0 | 1 | ½ | ½ | 1 | ½ | ½  | 1  | 1  | ½  | ½  | 8    | 153,5 |
| 4     | Vüqar Həşimov        | 2703 | ½ | ½ | 1 | - | 0 | ½ | 1 | ½ | ½ | ½  | ½  | 1  | ½  | ½  | 7,5  | 110   |
| 5-9   | Péter Lékó           | 2747 | ½ | ½ | 0 | 1 | - | 0 | ½ | ½ | ½ | 1  | ½  | ½  | ½  | ½  | 6,5  | 80    |
| 5-9   | Étienne Bacrot       | 2705 | 0 | ½ | ½ | ½ | 1 | - | ½ | ½ | ½ | ½  | ½  | ½  | ½  | ½  | 6,5  | 80    |
| 5-9   | Şəhriyar Məmmədyarov | 2731 | ½ | ½ | ½ | 0 | ½ | ½ | - | ½ | ½ | ½  | ½  | 1  | ½  | ½  | 6,5  | 80    |
| 5-9   | Wang Yue             | 2736 | ½ | 0 | 0 | ½ | ½ | ½ | ½ | - | ½ | 1  | ½  | 1  | ½  | ½  | 6,5  | 80    |
| 5-9   | Rustam Qosimjonov    | 2672 | 0 | 0 | ½ | ½ | ½ | ½ | ½ | ½ | - | 1  | 0  | ½  | 1  | 1  | 6,5  | 80    |
| 10    | Ivan Čeparinov       | 2696 | ½ | ½ | ½ | ½ | 0 | ½ | ½ | 0 | 0 | -  | 1  | 0  | 1  | 1  | 6    | 50    |
| 11-12 | Evgenij Alekseev     | 2715 | 0 | ½ | 0 | ½ | ½ | ½ | ½ | ½ | 1 | 0  | -  | 0  | 1  | ½  | 5,5  | 35    |
| 11-12 | Pavlo El'janov       | 2720 | 0 | ½ | 0 | 0 | ½ | ½ | 0 | 0 | ½ | 1  | 1  | -  | ½  | 1  | 5,5  | 35    |
| 13-14 | Vladimir Hakobyan    | 2679 | ½ | ½ | ½ | ½ | ½ | ½ | ½ | 0 | 0 | 0  | ½  | 0  | -  | ½  | 5    | 15    |
| 13-14 | Ėrnesto Inarkiev     | 2556 | 1 | 0 | ½ | ½ | ½ | ½ | ½ | ½ | 0 | 0  | ½  | 0  | ½  | -  | 5    | 15    |

### Nal'čik
Il quarto torneo si è svolto a Nal'čik tra il 14 e il 29 aprile 2009. È stato di categoria XX (media Elo 2725).
| Pos.  | Giocatore            | Elo  | 1 | 2 | 3  | 4 | 5 | 6 | 7 | 8 | 9 | 10 | 11 | 12 | 13 | 14 | Tot. | Punti |
| ----- | -------------------- | ---- | - | - | -- | - | - | - | - | - | - | -- | -- | -- | -- | -- | ---- | ----- |
| 1     | Lewon Aronyan        | 2754 | - | 1 | 1  | ½ | ½ | ½ | ½ | ½ | ½ | 0  | 1  | 1  | ½  | 1  | 8,5  | 180   |
| 2-3   | Péter Lékó           | 2751 | 0 | - | 1  | ½ | ½ | ½ | 1 | ½ | ½ | ½  | ½  | ½  | 1  | ½  | 7,5  | 140   |
| 2-3   | Vladimir Hakobyan    | 2696 | 0 | 0 | -  | ½ | 1 | ½ | ½ | 1 | ½ | 1  | ½  | ½  | ½  | 1  | 7,5  | 140   |
| 4-5   | Aleksandr Griščuk    | 2748 | ½ | ½ | ½  | - | 1 | 1 | 1 | 0 | ½ | ½  | 0  | 0  | 1  | ½  | 7    | 105   |
| 4-5   | Étienne Bacrot       | 2728 | ½ | ½ | 0  | 0 | - | 1 | ½ | ½ | ½ | 1  | 1  | ½  | ½  | ½  | 7    | 105   |
| 6-7   | Evgenij Alekseev     | 2716 | ½ | ½ | ½  | 0 | 0 | - | ½ | ½ | ½ | 1  | ½  | ½  | ½  | 1  | 6,5  | 85    |
| 6-7   | Boris Gelfand        | 2733 | ½ | 0 | ½  | 0 | ½ | ½ | - | ½ | ½ | 1  | 1  | ½  | 1  | 0  | 6,5  | 85    |
| 8-11  | Gata Kamskij         | 2720 | ½ | ½ | 0  | 1 | ½ | ½ | ½ | - | 1 | 0  | ½  | ½  | ½  | 0  | 6    | 55    |
| 8-11  | Pëtr Svidler         | 2726 | ½ | ½ | ½  | ½ | ½ | ½ | ½ | 0 | - | 0  | 0  | 1  | ½  | 1  | 6    | 55    |
| 8-11  | Sergej Karjakin      | 2721 | 1 | ½ | 0½ | ½ | 0 | 0 | 0 | 1 | 1 | -  | ½  | ½  | ½  | ½  | 6    | 55    |
| 8-11  | Şəhriyar Məmmədyarov | 2725 | 0 | ½ | ½  | 1 | 0 | ½ | 0 | ½ | 1 | ½  | -  | ½  | ½  | ½  | 6    | 55    |
| 12-14 | Vasyl' Ivančuk       | 2746 | 0 | ½ | ½  | 1 | ½ | ½ | ½ | ½ | 0 | ½  | ½  | -  | 0  | ½  | 5,5  | 20    |
| 12-14 | Rustam Qosimjonov    | 2695 | ½ | 0 | ½  | 0 | ½ | ½ | 0 | ½ | ½ | ½  | ½  | 1  | -  | ½  | 5,5  | 20    |
| 12-14 | Pavlo El'janov       | 2693 | 0 | ½ | 0  | ½ | ½ | 0 | 1 | 1 | 0 | ½  | ½  | ½  | ½  | -  | 5,5  | 20    |

### Jermuk
Il quinto torneo si è svolto a Jermuk tra l'8 e il 23 agosto 2009. È stato un torneo di categoria XIX, con una media Elo di 2712.
Il torneo è stato dedicato alla memoria del campione del mondo Tigran Vartani Petrosyan, in occasione degli ottant'anni dalla sua nascita.
| Pos.  | Giocatore         | Elo  | 1 | 2 | 3 | 4 | 5 | 6 | 7 | 8 | 9 | 10 | 11 | 12 | 13 | 14 | Tot. | Punti |
| ----- | ----------------- | ---- | - | - | - | - | - | - | - | - | - | -- | -- | -- | -- | -- | ---- | ----- |
| 1     | Vasyl' Ivančuk    | 2703 | - | ½ | 1 | 1 | ½ | ½ | ½ | ½ | ½ | ½  | 1  | ½  | ½  | 1  | 8,5  | 180   |
| 2-3   | Lewon Aronyan     | 2768 | ½ | - | 1 | 1 | 0 | ½ | ½ | 0 | ½ | 1  | ½  | 1  | 1  | ½  | 8    | 140   |
| 2-3   | Boris Gelfand     | 2755 | 0 | 0 | - | ½ | 1 | 1 | ½ | ½ | ½ | ½  | 1  | ½  | 1  | 1  | 8    | 140   |
| 4-6   | Evgenij Alekseev  | 2714 | 0 | 0 | ½ | - | ½ | ½ | ½ | 1 | ½ | 1  | ½  | ½  | 1  | 1  | 7,5  | 100   |
| 4-6   | Rustam Qosimjonov | 2672 | ½ | 1 | 0 | ½ | - | ½ | ½ | ½ | ½ | ½  | ½  | ½  | 1  | 1  | 7,5  | 100   |
| 4-6   | Péter Lékó        | 2756 | ½ | ½ | 0 | ½ | ½ | - | 1 | ½ | ½ | ½  | ½  | ½  | 1  | 1  | 7,5  | 100   |
| 7     | Sergej Karjakin   | 2717 | ½ | ½ | ½ | ½ | ½ | 0 | - | ½ | 1 | ½  | 1  | ½  | ½  | ½  | 7    | 80    |
| 8     | Pavlo El'janov    | 2716 | ½ | 1 | ½ | 0 | ½ | ½ | ½ | - | ½ | 0  | ½  | ½  | ½  | 1  | 6,5  | 70    |
| 9-10  | Étienne Bacrot    | 2721 | ½ | ½ | ½ | ½ | ½ | ½ | 0 | ½ | - | ½  | ½  | 1  | 0  | ½  | 6    | 55    |
| 9-10  | Gata Kamskij      | 2717 | ½ | 0 | ½ | 0 | ½ | ½ | ½ | 1 | ½ | -  | 0  | ½  | 1  | ½  | 6    | 55    |
| 11-12 | Vladimir Hakobyan | 2712 | 0 | ½ | 0 | ½ | ½ | ½ | 0 | ½ | ½ | 1  | -  | ½  | ½  | ½  | 5    | 35    |
| 11-12 | Dmitrij Jakovenko | 2760 | ½ | 0 | ½ | ½ | ½ | ½ | ½ | ½ | 0 | ½  | ½  | -  | 0  | 1  | 5    | 35    |
| 13    | Ėrnesto Inarkiev  | 2675 | ½ | 0 | 0 | 0 | 0 | 0 | ½ | ½ | 1 | 0  | ½  | 1  | -  | ½  | 4,5  | 20    |
| 14    | Ivan Čeparinov    | 2678 | 0 | ½ | 0 | 0 | 0 | 0 | ½ | 0 | ½ | ½  | ½  | 1  | ½  | -  | 4    | 10    |

### Astrachan'
Il sesto torneo si è svolto nel maggio del 2010.
| Pos.  | Giocatore            | Elo  | 1 | 2 | 3 | 4 | 5 | 6 | 7 | 8 | 9 | 10 | 11 | 12 | 13 | 14 | Tot. | Punti |
| ----- | -------------------- | ---- | - | - | - | - | - | - | - | - | - | -- | -- | -- | -- | -- | ---- | ----- |
| 1     | Pavlo El'janov       | 2751 | - | 0 | ½ | 1 | ½ | 0 | ½ | ½ | 1 | ½  | ½  | 1  | 1  | 1  | 8    | 180   |
| 2–6   | Ruslan Ponomarëv     | 2733 | 1 | - | 0 | ½ | ½ | ½ | 1 | ½ | ½ | 1  | ½  | 0  | ½  | ½  | 7    | 116   |
| 2–6   | Dmitrij Jakovenko    | 2725 | ½ | 1 | - | ½ | ½ | ½ | ½ | ½ | ½ | ½  | ½  | ½  | ½  | ½  | 7    | 116   |
| 2–6   | Teymur Rəcəbov       | 2740 | 0 | ½ | ½ | - | 1 | ½ | ½ | ½ | ½ | ½  | ½  | ½  | 1  | ½  | 7    | 116   |
| 2–6   | Şəhriyar Məmmədyarov | 2763 | ½ | ½ | ½ | 0 | - | 1 | ½ | 1 | ½ | ½  | ½  | 0  | ½  | 1  | 7    | 116   |
| 2–6   | Evgenij Alekseev     | 2700 | 1 | ½ | ½ | ½ | 0 | - | ½ | 0 | ½ | ½  | ½  | ½  | 1  | 1  | 7    | 116   |
| 7–9   | Vüqar Həşimov        | 2734 | ½ | 0 | ½ | ½ | ½ | ½ | - | 0 | ½ | ½  | ½  | 1  | ½  | 1  | 6½   | 70    |
| 7–9   | Péter Lékó           | 2735 | 0 | ½ | ½ | ½ | 0 | 1 | 1 | - | ½ | ½  | ½  | ½  | ½  | ½  | 6½   | 70    |
| 7–9   | Wang Yue             | 2752 | 0 | ½ | ½ | ½ | ½ | ½ | ½ | ½ | - | ½  | ½  | ½  | 1  | ½  | 6½   | 70    |
| 10–11 | Pëtr Svidler         | 2735 | ½ | 0 | ½ | ½ | ½ | ½ | ½ | ½ | ½ | -  | 1  | ½  | ½  | 0  | 6    | 45    |
| 10–11 | Boris Gelfand        | 2741 | ½ | ½ | ½ | ½ | 1 | ½ | ½ | ½ | ½ | 0  | -  | ½  | ½  | 0  | 6    | 45    |
| 12–14 | Vasyl' Ivančuk       | 2741 | ½ | 0 | ½ | ½ | 1 | ½ | 0 | ½ | ½ | ½  | ½  | -  | 0  | ½  | 5½   | 20    |
| 12–14 | Vladimir Hakobyan    | 2694 | 0 | ½ | ½ | 0 | ½ | 0 | ½ | ½ | ½ | ½  | ½  | 1  | -  | 1  | 5½   | 20    |
| 12–14 | Ėrnesto Inarkiev     | 2669 | 0 | ½ | ½ | ½ | 0 | 0 | 0 | ½ | ½ | 1  | ½  | ½  | 0  | -  | 5½   | 20    |